# Premier League de Baloncesto de Baréin
La Premier League de Baréin, conocida por motivos de patrocinio como Zain Basketball League, es la primera liga de baloncesto profesional en Baréin organizada por la Asociación de baloncesto de Baréin. La liga consta de 12 equipos. Al Manama es la son los actuales campeones defensores del título.

## Equipos actuales
- Al-Ahli
- Al-Bahrein
- Al-Hala
- Al-Hidd
- Al-Ittihad
- Al-Manama
- Al-Muharraq
- Al-Najma
- Al-Riffa
- Al-Nweidrat
- Isa Ciudad
- Samaheej
- Sitra Club

## Campeones
- 2019/2020      Al-Ahli
- 2018/2019      Al-Muharraq
- 2017/2018      Al-Manama
- 2016/2017	Al-Manama
- 2015/2016	Al-Manama
- 2013/2014	Al-Manama
- 2012/2013	Al-Manama
- 2011/2012	Al-Muharraq
- 2010/2011	Al-Hala
- 2009/2010	Al-Ahli
- 2008/2009	Al-Ahli
- 2007/2008	Al-Muharraq
- 2006/2007	Al-Ahli
- 2005/2006	Al-Manama
- 2004/2005	Al-Manama
- 2003/2004	Al-Manama
- 2002/2003	Al-Manama
- 2001/2002	Al-Manama
- 2000/2001	Al-Manama
- 1999/2000	Al-Manama
- 1998/1999	Al-Manama
- 1997/1998	Al-Manama
- 1996/1997	Al-Manama
- 1995/1996	Al-Hala
- 1994/1995	Al-Manama
- 1993/1994	Al-Hala
- 1992/1993	Al-Manama
- 1991/1992	Al-Manama
- 1990/1991	Al-Manama
- 1989/1990	Al-Manama
- 1988/1989	Al-Ahli
- 1987/1988	Al-Ahli
- 1986/1987	Al-Ahli
- 1985/1986	Al-Ahli
- 1984/1985	Al-Ahli
- 1983/1984	Al-Ahli
- 1982/1983	Al-Ahli
- 1981/1982	Al-Ahli
- 1980/1981	Al-Ahli
- 1979/1980	Al-Ahli
- 1978/1979	Al-Ahli
- 1977/1978	Al-Manama
- 1976/1977	Al-Ahli
- 1975/1976	Al-Ahli
- 1974/1975	Al-Ahli